# PIE 61
Die normalspurige Tenderlokomotive 61 war eine 1953 für die zur Ilseder Hütte gehörende Peine–Ilseder Eisenbahn (PIE) von Henschel in Kassel hergestellte Industrielokomotive der Bauart E h2t. Die Lokomotive mit der Fabriknummer 25254 wurde im schweren Erzverkehr eingesetzt.
Die Lokomotive war bis 1962 in Betrieb und wurden anschließend verschrottet.

## Geschichte
Nachdem ab 1938 bei der Peine–Ilseder Eisenbahn eine von Krupp gelieferte Lokomotive mit der Nummer 60 lief, wollte die Peine–Ilseder Eisenbahn schon während des Zweiten Weltkrieges von Henschel eine E-gekuppelte Dampflokomotive kaufen. Diese Bestellung kam durch die Kriegsereignisse nicht zustande. Die Gesellschaft benötigte für schwerere Lasten eine fünffach gekuppelte Lokomotive, da das Streckenprofil mit Schienen ausgestattet war, die nur eine Achslast von 18 t, auf Nebengleisen stellenweise nur 14 t, zuließen.
1953 kam es zur Lieferung der E-gekuppelten Lokomotive, die in einer privaten Datenbank als Typ Eh 1370 eingeordnet wird, jedoch bei Henschel die Bezeichnung Typ Eh 950 trug. Eingesetzt war sie mit dem Fünfkuppler von Krupp im schweren Erzverkehr nach Lengede und Voßpaß. Dabei waren Züge mit einer Masse von 2000 t keine Seltenheit.
Die beiden E-gekuppelten Lokomotiven waren für diese Dienste unabkömmlich, bis die Baureihe MaK 800 D bis 1962 vollständig an die Peine-Ilseder Bahn ausgeliefert wurden. Dann wurde die Lokomotive 61 ausgemustert und kurz darauf verschrottet.

## Konstruktion
Die Lokomotive hat einen Achsstand von 6000 mm. Der Kessel ist gegenüber der Henschel Typ E 800 um 150 mm höher verlegt. Die Lok hat einen Caledonian-Schornstein und in der ursprünglichen Ausführung drei Dome. Der Heißdampfregler besitzt eine Seitenzugbedienung, er ist an der kleinen Auswölbung hinter dem Schornstein zu sehen. Die Maschine hat später Windleitblech in Form von Fledermausohren erhalten.
Das Laufwerk wurde mit Beugniot-Hebel zwischen den jeweils äußeren Achsen ausgeführt, deswegen hat die Lok keinen festen Achsstand. Die Lok besaß einen im linken Wasserkasten einen Mischvorwärmer der Bauart Henschel. Die Wasserkästen waren in Niettechnik hergestellt.
Die Lokomotive besaß zwei Sanddome, mit der die als Treibachse ausgeführte 3. Achse beidseitig sowie erste Achse von vorn und vierte Achse von hinten gesandet wurden. Sie erhielt Schutzbleche für die Gleitbahn des einschienigen Kreuzkopfes und hatte eine Druckluftbremse sowie eine Handbremse. Alle Räder wurden einseitig von vorn abgebremst.